# Westdeutsche Fußballmeisterschaft 1927/28
Die westdeutsche Fußballmeisterschaft 1927/28 war der 21. vom Westdeutschen Spiel-Verband organisierte Wettbewerb. Sieger wurde die SpVgg Sülz 07. In der Endrunde um die deutsche Meisterschaft erreichten die Kölner das Viertelfinale.
In den sieben 1. Bezirksklassen wurden zunächst die Bezirksmeister ermittelt. Die sieben Bezirksmeister ermittelten anschließend im Ligasystem den westdeutschen Meister, der sich zusammen mit dem Vizemeister direkt für die deutsche Meisterschaft qualifizierte. Der Dritte der westdeutschen Endrunde ermittelte gegen den Sieger der Runde der Zweiten den dritten westdeutschen Teilnehmer.

## Bezirksmeisterschaften

### Rhein

#### Gruppe I
| Pl. | Verein               | Sp. | S  | U | N  | Tore    | Quote | Punkte |
| --- | -------------------- | --- | -- | - | -- | ------- | ----- | ------ |
| 1.  | Kölner CfR           | 14  | 10 | 2 | 2  | 046:190 | 2,42  | 22:60  |
| 2.  | Rheydter Spielverein | 14  | 9  | 2 | 3  | 052:190 | 2,74  | 20:80  |
| 3.  | SC München-Gladbach  | 14  | 7  | 2 | 5  | 039:330 | 1,18  | 16:12  |
| 4.  | Mülheimer SV 06      | 14  | 7  | 2 | 5  | 034:340 | 1,00  | 16:12  |
| 5.  | SC Düren 03          | 14  | 7  | 1 | 6  | 037:350 | 1,06  | 15:13  |
| 6.  | Alemannia Aachen     | 14  | 5  | 1 | 8  | 034:340 | 1,00  | 11:17  |
| 7.  | TuRa Bonn            | 14  | 3  | 1 | 10 | 023:500 | 0,46  | 07:21  |
| 8.  | Jugend Kalk          | 14  | 2  | 1 | 11 | 019:600 | 0,32  | 05:23  |

#### Gruppe II
| Pl. | Verein                    | Sp. | S  | U | N | Tore    | Quote | Punkte |
| --- | ------------------------- | --- | -- | - | - | ------- | ----- | ------ |
| 1.  | SpVgg Sülz 07             | 14  | 12 | 1 | 1 | 057:200 | 2,85  | 25:30  |
| 2.  | Borussia München-Gladbach | 14  | 12 | 1 | 1 | 061:220 | 2,77  | 25:30  |
| 3.  | Jugend Düren              | 14  | 5  | 2 | 7 | 028:390 | 0,72  | 12:16  |
| 4.  | Godesberg 08              | 14  | 5  | 1 | 8 | 027:380 | 0,71  | 11:17  |
| 5.  | Kölner BC 01              | 14  | 5  | 1 | 8 | 023:380 | 0,61  | 11:17  |
| 6.  | Blau-Weiß 06 Köln         | 14  | 4  | 2 | 8 | 022:370 | 0,59  | 10:18  |
| 7.  | SV Odenkirchen 07         | 14  | 3  | 3 | 8 | 028:330 | 0,85  | 09:19  |
| 8.  | Aachener SC               | 14  | 4  | 1 | 9 | 024:430 | 0,56  | 09:19  |

Entscheidungsspiel um Platz 1:
|               | Ergebnis |                           |
| ------------- | -------- | ------------------------- |
| SpVgg Sülz 07 | 4:1      | Borussia München-Gladbach |

#### Gruppe III
| Pl. | Verein                     | Sp. | S | U | N  | Tore    | Quote | Punkte |
| --- | -------------------------- | --- | - | - | -- | ------- | ----- | ------ |
| 1.  | VfR Köln 04 rrh.           | 14  | 9 | 3 | 2  | 053:260 | 2,04  | 21:70  |
| 2.  | Bonner FV 01               | 14  | 8 | 2 | 4  | 034:200 | 1,70  | 18:10  |
| 3.  | Dürener SpV 06             | 14  | 7 | 3 | 4  | 036:350 | 1,03  | 17:11  |
| 4.  | Viktoria Rheydt            | 14  | 6 | 4 | 4  | 037:290 | 1,28  | 16:12  |
| 5.  | Rhenania Köln              | 14  | 5 | 4 | 5  | 038:390 | 0,97  | 14:14  |
| 6.  | VfB 08 Aachen              | 14  | 4 | 3 | 7  | 027:340 | 0,79  | 11:17  |
| 7.  | Eintracht München-Gladbach | 14  | 2 | 4 | 8  | 023:420 | 0,55  | 08:20  |
| 8.  | SSV Vingst 05              | 14  | 3 | 1 | 10 | 025:480 | 0,52  | 07:21  |

#### Gruppe IV
| Pl. | Verein           | Sp. | S  | U | N  | Tore    | Quote | Punkte |
| --- | ---------------- | --- | -- | - | -- | ------- | ----- | ------ |
| 1.  | FV Neuendorf     | 14  | 12 | 1 | 1  | 046:140 | 3,29  | 25:30  |
| 2.  | Spvgg Andernach  | 14  | 10 | 1 | 3  | 042:250 | 1,68  | 21:70  |
| 3.  | SC Neuwied       | 14  | 10 | 0 | 4  | 054:300 | 1,80  | 20:80  |
| 4.  | SC Koblenz       | 14  | 8  | 0 | 6  | 044:390 | 1,13  | 16:12  |
| 5.  | SpVgg Elz        | 14  | 6  | 0 | 8  | 028:320 | 0,88  | 12:16  |
| 6.  | FV Engers 07     | 14  | 4  | 0 | 10 | 030:400 | 0,75  | 08:20  |
| 7.  | Rheinland Mayen  | 14  | 3  | 2 | 9  | 023:440 | 0,52  | 08:20  |
| 8.  | Viktoria Neuwied | 14  | 1  | 0 | 13 | 017:600 | 0,28  | 02:26  |

#### Endrunde
| Pl. | Verein           | Sp. | S | U | N | Tore    | Quote | Punkte |
| --- | ---------------- | --- | - | - | - | ------- | ----- | ------ |
| 1.  | SpVgg Sülz 07    | 3   | 3 | 0 | 0 | 016:300 | 5,33  | 06:0   |
| 2.  | VfR Köln 04 rrh. | 3   | 1 | 1 | 1 | 004:600 | 0,67  | 03:30  |
| 3.  | FV Neuendorf     | 3   | 1 | 0 | 2 | 006:140 | 0,43  | 02:40  |
| 4.  | Kölner CfR       | 3   | 0 | 1 | 2 | 003:600 | 0,50  | 01:50  |

### Niederrhein

#### Gruppe A
| Pl. | Verein                  | Sp. | S  | U | N  | Tore    | Quote | Punkte |
| --- | ----------------------- | --- | -- | - | -- | ------- | ----- | ------ |
| 1.  | Duisburger SpV          | 14  | 10 | 2 | 2  | 056:230 | 2,43  | 22:60  |
| 2.  | VfvB Ruhrort            | 14  | 8  | 4 | 2  | 035:240 | 1,46  | 20:80  |
| 3.  | Union Krefeld           | 14  | 9  | 1 | 4  | 040:320 | 1,25  | 19:90  |
| 4.  | SpVgg Oberhausen-Styrum | 14  | 7  | 0 | 7  | 038:380 | 1,00  | 14:14  |
| 5.  | SpVgg Meiderich 06      | 14  | 6  | 2 | 6  | 031:390 | 0,79  | 14:14  |
| 6.  | Duisburger TSV 1899     | 14  | 3  | 2 | 9  | 023:380 | 0,61  | 08:20  |
| 7.  | SC Osterfeld 12         | 14  | 4  | 0 | 10 | 014:320 | 0,44  | 08:20  |
| 8.  | GSV Moers               | 14  | 2  | 3 | 9  | 031:420 | 0,74  | 07:21  |

#### Gruppe B
| Pl. | Verein           | Sp. | S  | U | N  | Tore    | Quote | Punkte |
| --- | ---------------- | --- | -- | - | -- | ------- | ----- | ------ |
| 1.  | Preußen Krefeld  | 14  | 12 | 1 | 1  | 054:200 | 2,70  | 25:30  |
| 2.  | Meidericher SV   | 14  | 9  | 2 | 3  | 048:260 | 1,85  | 20:80  |
| 3.  | Homberger SV     | 14  | 8  | 1 | 5  | 059:330 | 1,79  | 17:11  |
| 4.  | SC Sterkrade 07  | 14  | 7  | 2 | 5  | 036:390 | 0,92  | 16:12  |
| 5.  | Duisburger FV 08 | 14  | 5  | 2 | 7  | 028:290 | 0,97  | 12:16  |
| 6.  | Union 02 Hamborn | 14  | 4  | 1 | 9  | 027:460 | 0,59  | 09:19  |
| 7.  | Hamborn 07       | 14  | 3  | 2 | 9  | 033:590 | 0,56  | 08:20  |
| 8.  | BV Beeck 05      | 14  | 2  | 1 | 11 | 023:560 | 0,41  | 05:23  |

#### Endspiele
|                 | Ergebnis |                 |
| --------------- | -------- | --------------- |
| Duisburger SpV  | 2:4      | Preußen Krefeld |
| Preußen Krefeld | 4:3      | Duisburger SpV  |

### Berg-Mark

#### Gruppe I
| Pl. | Verein               | Sp. | S  | U | N | Tore    | Quote | Punkte |
| --- | -------------------- | --- | -- | - | - | ------- | ----- | ------ |
| 1.  | Fortuna Düsseldorf   | 14  | 12 | 1 | 1 | 053:140 | 3,79  | 25:30  |
| 2.  | Düsseldorfer SC 1899 | 14  | 10 | 0 | 4 | 048:200 | 2,40  | 20:80  |
| 3.  | Viktoria Düsseldorf  | 14  | 5  | 5 | 4 | 033:320 | 1,03  | 15:13  |
| 4.  | FC Solingen 95       | 14  | 5  | 2 | 7 | 025:310 | 0,81  | 12:16  |
| 5.  | SpVgg Gräfrath       | 14  | 4  | 4 | 6 | 017:330 | 0,52  | 12:16  |
| 6.  | SC Sonnborn 07       | 14  | 4  | 3 | 7 | 020:370 | 0,54  | 11:17  |
| 7.  | SpVgg 04 Ratingen    | 14  | 4  | 1 | 9 | 025:370 | 0,68  | 09:19  |
| 8.  | BC Düsseldorf        | 14  | 3  | 2 | 9 | 021:380 | 0,55  | 08:20  |

#### Gruppe II
| Pl. | Verein              | Sp. | S | U | N | Tore    | Quote | Punkte |
| --- | ------------------- | --- | - | - | - | ------- | ----- | ------ |
| 1.  | Schwarz-Weiß Barmen | 14  | 9 | 2 | 3 | 042:250 | 1,68  | 20:80  |
| 2.  | TSV Eller 04        | 14  | 8 | 3 | 3 | 046:290 | 1,59  | 19:90  |
| 3.  | SSV Elberfeld       | 14  | 8 | 1 | 5 | 030:180 | 1,67  | 17:11  |
| 4.  | TuRU Düsseldorf     | 14  | 6 | 3 | 5 | 036:330 | 1,09  | 15:13  |
| 5.  | VfL Benrath         | 14  | 5 | 2 | 7 | 033:440 | 0,75  | 12:16  |
| 6.  | BV 04 Düsseldorf    | 14  | 6 | 0 | 8 | 024:330 | 0,73  | 12:16  |
| 7.  | VfR Gerresheim      | 14  | 3 | 3 | 8 | 035:480 | 0,73  | 09:19  |
| 8.  | Germania Elberfeld  | 14  | 2 | 4 | 8 | 024:400 | 0,60  | 08:20  |

#### Endspiele
|                     | Ergebnis |                     |
| ------------------- | -------- | ------------------- |
| Schwarz-Weiß Barmen | 3:2      | Fortuna Düsseldorf  |
| Fortuna Düsseldorf  | 5:1      | Schwarz-Weiß Barmen |

|                     | Ergebnis |                    |
| ------------------- | -------- | ------------------ |
| Schwarz-Weiß Barmen | 4:1      | Fortuna Düsseldorf |

### Ruhr

#### Gruppe A
| Pl. | Verein             | Sp. | S  | U | N  | Tore    | Quote | Punkte |
| --- | ------------------ | --- | -- | - | -- | ------- | ----- | ------ |
| 1.  | Schwarz-Weiß Essen | 16  | 13 | 1 | 2  | 054:250 | 2,16  | 27:50  |
| 2.  | Essener SV 1899    | 16  | 9  | 2 | 5  | 042:250 | 1,68  | 20:12  |
| 3.  | BV Altenessen 06   | 16  | 8  | 3 | 5  | 045:330 | 1,36  | 19:13  |
| 4.  | MBV Linden 05      | 16  | 8  | 3 | 5  | 036:360 | 1,00  | 19:13  |
| 5.  | Sportfreunde Essen | 16  | 5  | 5 | 6  | 034:400 | 0,85  | 15:17  |
| 6.  | Germania Bochum    | 16  | 5  | 4 | 7  | 023:380 | 0,61  | 14:18  |
| 7.  | Preußen Essen      | 16  | 3  | 5 | 8  | 032:450 | 0,71  | 11:21  |
| 8.  | TuS Bochum 08      | 16  | 4  | 2 | 10 | 032:400 | 0,80  | 10:22  |
| 9.  | BV Stoppenberg     | 16  | 3  | 3 | 10 | 027:430 | 0,63  | 09:23  |

#### Gruppe B
| Pl. | Verein              | Sp. | S | U | N | Tore    | Quote | Punkte |
| --- | ------------------- | --- | - | - | - | ------- | ----- | ------ |
| 1.  | FC Schalke 04       | 16  | 9 | 6 | 1 | 047:160 | 2,94  | 24:80  |
| 2.  | SV Castrop 02       | 16  | 9 | 3 | 4 | 041:310 | 1,32  | 21:11  |
| 3.  | SC Gelsenkirchen 07 | 16  | 5 | 5 | 6 | 041:370 | 1,11  | 15:17  |
| 4.  | Alemannia Dortmund  | 16  | 5 | 5 | 6 | 041:420 | 0,98  | 15:17  |
| 5.  | SuS Schalke 96      | 16  | 6 | 3 | 7 | 040:440 | 0,91  | 15:17  |
| 6.  | Union Gelsenkirchen | 16  | 5 | 5 | 6 | 031:400 | 0,78  | 15:17  |
| 7.  | Erler SV 08         | 16  | 6 | 2 | 8 | 031:370 | 0,84  | 14:18  |
| 8.  | Dortmunder SC 95    | 16  | 6 | 2 | 8 | 035:430 | 0,81  | 14:18  |
| 9.  | BV Buer 07          | 16  | 4 | 3 | 9 | 021:380 | 0,55  | 11:21  |

#### Endspiele
|                    | Ergebnis |                    |
| ------------------ | -------- | ------------------ |
| Schwarz-Weiß Essen | 1:2      | FC Schalke 04      |
| FC Schalke 04      | 4:2      | Schwarz-Weiß Essen |

### Westfalen

#### Gruppe West
| Pl. | Verein          | Sp. | S  | U | N | Tore    | Quote | Punkte |
| --- | --------------- | --- | -- | - | - | ------- | ----- | ------ |
| 1.  | Borussia Rheine | 14  | 10 | 3 | 1 | 045:220 | 2,05  | 23:50  |
| 2.  | SC Münster 08   | 14  | 7  | 1 | 6 | 043:350 | 1,23  | 15:13  |
| 3.  | Hammer SpVg     | 14  | 6  | 2 | 6 | 035:300 | 1,17  | 14:14  |
| 4.  | Sparta Nordhorn | 14  | 7  | 0 | 7 | 027:330 | 0,82  | 14:14  |
| 5.  | SC Greven 09    | 14  | 5  | 3 | 6 | 034:350 | 0,97  | 13:15  |
| 6.  | FV 06 Osnabrück | 14  | 5  | 1 | 8 | 040:480 | 0,83  | 11:17  |
| 7.  | VfL Osnabrück   | 14  | 4  | 3 | 7 | 032:440 | 0,73  | 11:17  |
| 8.  | Preußen Münster | 14  | 4  | 3 | 7 | 026:350 | 0,74  | 11:17  |

#### Gruppe Ost
| Pl. | Verein                  | Sp. | S  | U | N  | Tore    | Quote | Punkte |
| --- | ----------------------- | --- | -- | - | -- | ------- | ----- | ------ |
| 1.  | VfB 03 Bielefeld        | 14  | 11 | 2 | 1  | 049:190 | 2,58  | 24:40  |
| 2.  | Arminia Bielefeld       | 14  | 10 | 2 | 2  | 065:170 | 3,82  | 22:60  |
| 3.  | SpVgg Herten            | 14  | 8  | 3 | 3  | 067:310 | 2,16  | 19:90  |
| 4.  | Westfalia Scherlebeck   | 14  | 6  | 0 | 8  | 022:410 | 0,54  | 12:16  |
| 5.  | Union Herford           | 14  | 5  | 0 | 9  | 028:460 | 0,61  | 10:18  |
| 6.  | Teutonia Lippstadt      | 14  | 5  | 0 | 9  | 025:490 | 0,51  | 10:18  |
| 7.  | Viktoria Recklinghausen | 14  | 4  | 0 | 10 | 025:530 | 0,47  | 08:20  |
| 8.  | Westfalia Ahlen         | 14  | 3  | 1 | 10 | 021:460 | 0,46  | 07:21  |

#### Endspiele
|                  | Ergebnis |                  |
| ---------------- | -------- | ---------------- |
| VfB 03 Bielefeld | 4:3      | Borussia Rheine  |
| Borussia Rheine  | 3:2      | VfB 03 Bielefeld |

|                 | Ergebnis |                  |
| --------------- | -------- | ---------------- |
| Borussia Rheine | 3:2      | VfB 03 Bielefeld |

### Südwestfalen
| Pl. | Verein              | Sp. | S  | U | N  | Tore    | Quote | Punkte |
| --- | ------------------- | --- | -- | - | -- | ------- | ----- | ------ |
| 1.  | SpVgg Hagen         | 14  | 11 | 1 | 2  | 046:210 | 2,19  | 23:50  |
| 2.  | Hagen 72            | 14  | 11 | 1 | 2  | 044:230 | 1,91  | 23:50  |
| 3.  | VfB 07 Weidenau     | 14  | 8  | 2 | 4  | 037:330 | 1,12  | 18:10  |
| 4.  | SuS Hüsten 09       | 14  | 6  | 2 | 6  | 050:330 | 1,52  | 14:14  |
| 5.  | TuS Jahn Werdohl    | 14  | 5  | 3 | 6  | 030:350 | 0,86  | 13:15  |
| 6.  | Hagener SC 05       | 14  | 4  | 2 | 8  | 026:340 | 0,76  | 10:18  |
| 7.  | VfJ Betzdorf        | 14  | 3  | 0 | 11 | 034:670 | 0,51  | 06:22  |
| 8.  | Sportfreunde Siegen | 14  | 2  | 1 | 11 | 024:450 | 0,53  | 05:23  |

Entscheidungsspiel um Platz 1:
|             | Ergebnis |          |
| ----------- | -------- | -------- |
| SpVgg Hagen | 1:2      | Hagen 72 |

### Hessen-Hannover

#### Gruppe Nord
| Pl. | Verein                | Sp. | S | U | N | Tore    | Quote | Punkte |
| --- | --------------------- | --- | - | - | - | ------- | ----- | ------ |
| 1.  | SV Kurhessen Kassel   | 10  | 8 | 1 | 1 | 047:140 | 3,36  | 17:30  |
| 2.  | SV Hessen Kassel      | 10  | 6 | 2 | 2 | 029:210 | 1,38  | 14:60  |
| 3.  | 1. SC Göttingen 05    | 10  | 3 | 3 | 4 | 020:180 | 1,11  | 09:11  |
| 4.  | Spielverein 06 Kassel | 10  | 4 | 1 | 5 | 020:230 | 0,87  | 09:11  |
| 5.  | Hermannia Kassel      | 10  | 4 | 0 | 6 | 015:250 | 0,60  | 08:12  |
| 6.  | SVG Göttingen 07      | 10  | 1 | 1 | 8 | 011:410 | 0,27  | 03:17  |

#### Gruppe Süd
| Pl. | Verein           | Sp. | S | U | N | Tore    | Quote | Punkte |
| --- | ---------------- | --- | - | - | - | ------- | ----- | ------ |
| 1.  | CSC 03 Kassel    | 10  | 8 | 0 | 2 | 048:900 | 5,33  | 16:40  |
| 2.  | Borussia Fulda   | 10  | 7 | 2 | 1 | 035:110 | 3,18  | 16:40  |
| 3.  | VfL TuRa Kassel  | 10  | 5 | 1 | 4 | 021:230 | 0,91  | 11:90  |
| 4.  | BC Sport Kassel  | 10  | 3 | 3 | 4 | 023:290 | 0,79  | 09:11  |
| 5.  | Germania Marburg | 10  | 2 | 1 | 7 | 022:460 | 0,48  | 05:15  |
| 6.  | VfB 08 Gießen    | 10  | 1 | 1 | 8 | 013:440 | 0,30  | 03:17  |

Entscheidungsspiel um Platz 1:
|               | Ergebnis |                |
| ------------- | -------- | -------------- |
| CSC 03 Kassel | 3:1      | Borussia Fulda |

#### Endspiele
|                     | Ergebnis |                     |
| ------------------- | -------- | ------------------- |
| CSC 03 Kassel       | 1:3      | SV Kurhessen Kassel |
| SV Kurhessen Kassel | 0:2      | CSC 03 Kassel       |

|               | Ergebnis  |                     |
| ------------- | --------- | ------------------- |
| CSC 03 Kassel | 2:2 n. V. | SV Kurhessen Kassel |

|                     | Ergebnis |               |
| ------------------- | -------- | ------------- |
| SV Kurhessen Kassel | 5:1      | CSC 03 Kassel |

## Endrunde

### Westdeutsche Meisterschaft
| Pl. | Verein              | Sp. | S | U | N | Tore    | Quote | Punkte |
| --- | ------------------- | --- | - | - | - | ------- | ----- | ------ |
| 1.  | SpVgg Sülz 07       | 6   | 5 | 0 | 1 | 027:900 | 3,00  | 10:20  |
| 2.  | Preussen Krefeld    | 6   | 4 | 0 | 2 | 017:120 | 1,42  | 08:40  |
| 3.  | FC Schalke 04       | 6   | 3 | 1 | 2 | 015:140 | 1,07  | 07:50  |
| 4.  | SV Kurhessen Kassel | 6   | 2 | 2 | 2 | 013:150 | 0,87  | 06:60  |
| 5.  | Borussia Rheine     | 6   | 3 | 0 | 3 | 017:230 | 0,74  | 06:60  |
| 6.  | Schwarz-Weiß Barmen | 6   | 1 | 1 | 4 | 014:210 | 0,67  | 03:90  |
| 7.  | Hagen 72            | 6   | 1 | 0 | 5 | 009:180 | 0,50  | 02:10  |

| Ergebnisse          | SÜL | KRE | SCH | KAS | RHE | BAR | HAG |
| SpVgg Sülz 07       | –   | 2:3 | 7:2 | 5:0 | 6:2 | 3:1 | 4:1 |
| Preussen Krefeld    | –   | –   | 2:1 | 2:1 | 2:3 | 3:4 | 5:1 |
| FC Schalke 04       | –   | –   | –   | 2:2 | 5:1 | 3:2 | 2:0 |
| SV Kurhesse Kassel  | –   | –   | –   | –   | 5:3 | 2:2 | 3:1 |
| Borussia Rheine     | –   | –   | –   | –   | –   | 5:4 | 3:1 |
| Schwarz-Weiß Barmen | –   | –   | –   | –   | –   | –   | 1:5 |
| Hagen 72            | –   | –   | –   | –   | –   | –   | –   |

### Runde der Zweiten

#### Viertelfinale
Fortuna Düsseldorf erhielt ein Freilos.
| Datum         |                    | Ergebnis  |                  | Ort           |
| ------------- | ------------------ | --------- | ---------------- | ------------- |
| 1. April 1928 | CSC 03 Kassel      | 3:0       | VfR Köln 04 rrh. | Siegen        |
| 1. April 1928 | Duisburger SpV     | 5:2       | SpVgg Hagen      | Hamborn       |
| 1. April 1928 | Schwarz-Weiß Essen | 1:1 n. V. | VfB 03 Bielefeld | Dortmund      |
| 8. April 1928 | Schwarz-Weiß Essen | 4:1       | VfB 03 Bielefeld | Gelsenkirchen |

#### Halbfinale
| Datum          |                    | Ergebnis  |                    | Ort        |
| -------------- | ------------------ | --------- | ------------------ | ---------- |
| 29. April 1928 | Duisburger SpV     | 7:2       | CSC 03 Kassel      | Düsseldorf |
| 29. April 1928 | Schwarz-Weiß Essen | 2:1 n. V. | Fortuna Düsseldorf | Bochum     |

#### Finale
| Datum        |                | Ergebnis |                    | Ort      |
| ------------ | -------------- | -------- | ------------------ | -------- |
| 13. Mai 1928 | Duisburger SpV | 0:2      | Schwarz-Weiß Essen | Duisburg |

### Entscheidungsspiel um die Teilnahme an der deutschen Meisterschaft
| Datum         |                    | Ergebnis |               | Ort    |
| ------------- | ------------------ | -------- | ------------- | ------ |
| 24. Juni 1928 | Schwarz-Weiß Essen | 1:2      | FC Schalke 04 | Bochum |